# Красная глубоководная глина
Красная глубоководная глина (красная глина, пелагическая глина) — донный осадок, образующийся в пелагических областях океанов на глубине более 4-5 км. Чаще всего имеет бурый, шоколадный или коричневый цвет, реже кирпично-красный. Красные глины — самые мелкозернистые осадки Мирового океана: доля частиц размером менее 5 микрон — более 70%, а кое-где — 90%.

## Состав
Красная глина состоит из мельчайших частиц различных минералов: цеолитов, гидроксидов железа и марганца, терригенных, вулканогенных, аутигенных, типов глинистых минералов, в частности, из преобразованного вулканогенного материала. В небольших количествах содержатся биогенные частицы (остатки зубов акул, слуховых косточек китов, костей рыб, скелетов радиолярий и диатомей, фораминифер) и шарообразные микрометеоритные частицы из никелистого железа.
В данном типе глины отмечается повышенное содержание металлов: алюминия, железа, марганца, никеля, кобальта, меди, бария; и пониженным содержанием органических веществ. Обычно она содержит около 20 % глинозема, 13 % окислов железа, 7 % карбоната кальция, 3 % карбоната магния, 0,2 % меди, 0,02 % кобальта, 0,08 % никеля, 0,02 % свинца, 0,03 % молибдена и 0,04 % ванадия. На поверхности и в толстых слоях глины широко распространены железомарганцевые конкреции.

## Распространённость и запасы
В общей сложности красная глина покрывает приблизительно 100 млн км2 дна океана. В Индийском и Атлантическом океанах она покрывает около четверти всего дна, в Тихом — примерно 35 %.
Запасы морских красных глин ориентировочно равны 1015 тонн с содержанием приблизительно 100 млрд тонн меди.

## Интересные факты
Скорость накопления красной глубоководной глины — всего 1 мм в 1000 лет.